# Harmothoe paxtoni
Harmothoe paxtoni är en ringmaskart som beskrevs av Averincev 1978. Harmothoe paxtoni ingår i släktet Harmothoe och familjen Polynoidae. Inga underarter finns listade i Catalogue of Life.